# 宇宙戰艦大和號2202 愛的戰士們
《宇宙戰艦大和號2202》（日语：宇宙戦艦ヤマト2202 愛の戦士たち）是日本電視動畫，全26集，為《宇宙戰艦大和號》的系列作品。

## 概要
本作以1978年的劇場版《再見，宇宙戰艦大和號 愛的戰士》以及電視動畫宇宙戰艦大和號2為藍本製作，上接宇宙戰艦大和號2199，大和號返回地球，啟動宇宙恢復系統三年後的故事。
作品從2017年開始分為7章在劇場上映，並於2018年10月5日開始在東京電視台等頻道播放。
本作將講述大和號前往特蕾莎星的故事，和舊作劇情大有不同。

## 登場人物

### 地球

#### 宇宙戰艦「大和號」
古代進（こだい すすむ，聲：小野大輔）
本作主要男主角。前「大和號」戰術科軍官／戰術長，階級一尉（一等宙尉）→二佐（二等宙佐）。2178年7月7日生，24歳。在伊斯坎達爾任務完成回歸地球後三年與森雪訂婚，並擔任金剛改型宇宙戰艦「夕凪號」艦長，面對地球聯邦的擴軍政策保持懷疑的態度，並想遵守沖田艦長曾在伊斯坎達爾答應絲塔夏女王不濫用波動武器的諾言而反對政府新戰艦開發計畫。
在收到來自特蕾莎星傳來的訊息時，見到已故的沖田艦長並被告知要登上「大和號」。在得知特蕾莎求救訊息與地球和加米拉斯秘密政府利用時間斷層擴軍的真相，決定不顧政府阻止與所有有志的前船員一同登艦強行前往特蕾莎尋求真相，在真田副艦長的請求下同意擔任大和號代理艦長一職領導眾人啟航。
森雪（もり ゆき，聲：桑島法子）
本作主要女主角。前「大和號」船務科軍官／船務長。階級一尉→二佐。2179年12月24日生，23歳。在伊斯坎達爾任務完成回歸地球後三年與古代進訂婚，並在地球聯邦軍中央統計部工作，雖然與古代同居，但兩人感情卻不如艦上時進展順利。
在所有倖存前大和號船員中少數未收到特蕾莎訊息的人因而感到失落，在古代一行人決議背叛政府登艦前往特蕾莎時雖表態要同行，卻被古代以安全為由要求留在地球，兩人因此起衝突。雖被古代刻意剔除船員名單，但仍在佐渡醫師等人幫助下以護理師身份暗中登艦成功，直到十一號行星援助任務完成後才被古代發現並強求離艦。
在修特拉巴澤星移交難民時被古代得知其登上的加米拉斯聯絡艦被加特蘭提斯滲入間諜並要古代進行「惡魔選擇」決定那艘船不自爆，森雪知情後怕古代因此精神崩潰而自行跳船，古代因而奮不顧身駕駛百式追去森雪放棄選擇，但此舉卻激怒佐達大帝而讓三艘船間諜皆自爆。修特拉巴澤星因叛軍用星際彈道飛彈攻擊而瀕臨重力崩潰，在土方司令指引下「大和號」用波動砲攻擊重力場中心，才讓本應被星球引力吸入兩人與三艘船得以倖免。兩人互相坦白本意後古代才同意讓雪加入前往特蕾莎一行。
島大介（しま だいすけ，聲：鈴村健一）
前「大和號」航海科軍官／航海長。階級一尉。2178年8月15日生，24歳。古代的摯友，有優秀的操舵技術，在伊斯坎達爾任務完成回歸地球後三年辭去軍職回到民間，與古代一樣面對地球聯邦的擴軍政策保持懷疑的態度。
在收到來自特蕾莎星傳來的訊息時不像古代等人積極想一探究竟，認為冷靜應對才是上策，但最後還是決定登艦協助啟程的眾人。
在「大和號」因加藤背叛而遭彗星帝國引力吸入無法擺脫時與其他船員成功逃出至「心宿二號」上，之後被帶至波動實驗艦「銀河號」擔任操舵手以提供AI更好的資料，面對銀河船員們為了生存理念願意放棄感情的想法表示懷疑。
在「大和號」脫出崩潰的澤姆利亞星並修復完畢後與其他船員一同回歸並加入與加特蘭提斯的最終決戰。
真田志郎（さなだ しろう，聲：大塚芳忠）
前「大和號」技術科軍官／技術長，並兼任副艦長。階級為三佐。2169年2月11日生，33歳。在伊斯坎達爾任務完成回歸地球後三年為繼承土方司令意志並獲得政府的機密情報在科學局任職，並進行「大和號」修復改裝計畫。
在收到來自特蕾莎星傳來的訊息時將資訊分析給古代和島，得知古代與政府訴求未果還因此「大和號」將被政府提前拆解除役後，與古代一行人決議叛變政府登艦向特蕾莎啟航，並請求古代擔任代理艦長職務。
受到特蕾莎女神「緣」的啟示，想出利用基曼在波動引擎放置的「反波動格子」發射反轉波動砲，希望藉此能一發破壞「毀滅方舟」核心以打倒加特蘭提斯。
在「銀河號」擔任作戰參謀時向藤堂艦長提案用艦上的CRS系統替「仙女座號改」的波動砲增幅以破壞「毀滅方舟」核心讓「大和號」增加脫困成功率，卻被AI反駁認為風險與代價太高不宜採納，這讓一向冷靜處事的真田罕見動怒斥責。
德川彥左衛門（とくがわ ひこざえもん，聲：麥人）
前「大和號」技術輪機科／輪機長。階級為三佐→一佐。2140年2月29日生，62歳。最資深的輪機手，在伊斯坎達爾任務完成回歸地球後本打算退休，但呼應真田的「大和號」修復改裝計畫而改變。
在收到來自特蕾莎星傳來的訊息後決議加入古代的行列叛變政府登艦向特蕾莎啟航。
在「大和號」準備加入與加特蘭提斯的最終決戰前以還需要培育的新人為由拒絕助手山崎去「銀河號」的請求，最終決戰中為修復大破的「大和號」在輪機艙重傷去世。最後名字被編入「大和號」戰死名單之一。
南部康雄（なんぶ やすお，聲：赤羽根健治）
前「大和號」戰術科軍官／砲雷長，亦為古代的職務代理人。階級二尉。2177年7月28日生，25歳。
在收到來自特蕾莎星傳來的訊息後決議加入古代的行列叛變政府登艦向特蕾莎啟航。
相原義一（あいはら よしかず，聲：國分和人）
前「大和號」船務科軍官／通信長。階級為三尉。2176年5月17日生，26歳。
在收到來自特蕾莎星傳來的訊息後決議加入古代的行列叛變政府登艦向特蕾莎啟航。
太田健二郎（おおた けんじろう，聲：千葉優輝）
前「大和號」航海科／氣象長，階級為三尉。2177年7月20日生，25歳。
在收到來自特蕾莎星傳來的訊息後決議加入古代的行列叛變政府登艦向特蕾莎啟航。
榎本勇（えのもと いさみ，聲：津田健次郎）
前「大和號」掌帆長，階級為曹長。2162年7月20日生，40歳。
在收到來自特蕾莎星傳來的訊息後決議加入古代的行列叛變政府登艦向特蕾莎啟航。
加藤三郎（かとう さぶろう，聲：細谷佳正）
前「大和號」戰術科／航空隊隊長，階級為二尉→三佐。2175年8月26日生，27歳。在伊斯坎達爾任務完成在艦上與原田真琴結婚，回歸地球後後生有一子加藤翼，但翼卻患有遊星爆彈症候群得在月球收容所休養，因此調職去月球基地擔任航空隊教官以便與真琴照顧兒子。
在收到來自特蕾莎星傳來的訊息後因為內心以家庭為重無法下定決心加入古代的行列，在告知真琴「大和號」叛變前往特蕾莎的消息時被她不斷安慰才下定決心，並在政府解除「大和號」叛變認定後立刻駕駛裝上跳躍推進器的Cosmo Tiger II前往艦上。
在「大和號」第一次準備用反轉波動砲攻擊「毀滅方舟」時因受佐達大帝的「惡魔選擇」玩弄，被以換取遊星爆彈症候群解藥配方為代價讓「反波動格子」失控，「大和號」因而失去動力被迫棄艦墜入澤姆利亞星，雖然與部分船員成功逃至「心宿二號」上但對自身背叛伙伴的行為極度自責而意圖自盡未果，坦承罪刑後被監禁，並意願擔任無人機隊「黑鳥」的隊長機執行如特攻般的危險任務試圖戰死來抵銷罪惡感，但最後還是未如所願活了下來。在土方感化下重拾活下去的信念，並救了一樣想殺身成仁的山南艦長。
在「大和號」脫出崩潰的澤姆利亞星並修復完畢後與其他船員一同回歸並加入與加特蘭提斯的最終決戰。雖然重拾活下去的意願，但還是無法原諒自己背叛的行為。最終決戰中為掩護「大和號」被加特蘭提斯攻擊受致命傷而戰死。最後名字被編入「大和號」戰死名單之一。
山本玲（やまもと あきら，聲：田中理惠）
前「大和號」戰術科／航空隊，新版人物。階級三尉→一尉。2179年6月13日生，23歳。地球與火星混血兒，在伊斯坎達爾任務期間對古代抱有好感，回地球後調職去月球基地擔任航空隊教官。在古代秘密前往加米拉斯大使館時主動協助摧毀自動攔截的無人機並以演習誤闖為由幫古代安全脫身。
技術優秀駕駛高難度試驗機Cosmo Tiger I也能像手腳般靈活操作，因而被鶴見等學員們敬愛著。
在「大和號」叛變啟航後與當年在艦上倖存的航空隊成員們一同加入叛變行列而被地球聯合艦隊追擊，在基曼協助下成功脫身並前往「大和號」加入旅程。
在「大和號」第一次與白色彗星接觸前與基曼一同揭穿桂木透子是間諜的真面目，扭打中一度被透子挾持成肉盾讓基曼無法開槍攻擊。
在特蕾莎星登陸作戰中加入空間騎兵隊使用機動甲冑參與作戰，雖然使用陌生的機體但仍戰績不俗。
在基曼脫出「新‧戴斯拉號」負傷墜海後急速駕機前往將其救出。
在「大和號」因而失去動力被迫棄艦時試圖告知在牢房的基曼與桂木透子逃離，過程中船體損壞雪也因此負傷而錯失離艦的時機與眾人墜入澤姆利亞星。
在「大和號」脫出崩潰的澤姆利亞星並修復完畢後加入與加特蘭提斯的最終決戰。在基曼對「毀滅方舟」核心特攻引爆後因機身承受不了衝擊波在宇宙中解體，被眾人判定陣亡，名字被編入「大和號」戰死名單之一。
半年後「大和號」重現於時間斷層工廠時被發現竟倖存在輪機室中令眾人費解，後來自述機體失事後與陣亡的亡靈們被轉移到與特蕾莎同等級的高維宇宙，並向眾人述說隨「大和號」特攻的古代和雪一樣倖存在那。
齊藤始（さいとう はじめ，聲：東地紅樹）
第十一號行星空間騎兵隊第7連隊隊長，階級為三尉→一尉。2171年1月1日生，31歳。性格雖然粗獷但富有同理心，在第十一號行星被加特蘭提斯侵略後仍努力守住礦坑內的難民並派遣部下永倉前去找救兵，最後在「大和號」救援下成功與難民們登艦逃離。
雖然很感激「大和號」前來搭救，但對代理艦長古代不願使用波動砲殲滅敵人的態度感到不滿，堅決回地球後要搭上反擊的艦隊向敵人復仇。
在修特拉巴澤星交接難民時因被加米拉斯叛軍攻擊導致無法與其他難民們登上前往地球的聯絡艦被迫回到「大和號」，得知古代前往找羅伯特教授失聯後前往遺蹟救出古代。之後也收到來自特蕾莎星傳來的第二波訊息，決定與部下們加入行列前往特蕾莎。
與加特蘭提斯的最終決戰前因加藤叛變的疑點認為艦上還有其他加特蘭提斯的復活體間諜，而中途加入的空間騎兵隊是最大可疑份子，因而一度被排除參與作戰，而齊藤也一度懷疑可能是曾暫時脫隊去求救的永倉。但在與「新‧戴斯拉號」交戰途中機械人偶不對自己攻擊且聽到佐達滲入腦中的聲音，才意識到間諜其實是自己，在自暴自棄下將自己放流宇宙中想避免自爆波及友軍，卻被永倉說服救回。之後決定用基曼提供加米拉斯解除復活體被控制的方法，把自己關進波動引擎中照射並忍痛成功。
為掩護要對「毀滅方舟」核心特攻的基曼跳上其座機替其提供火力，雖然沒有撐到最後就因傷勢過重斷氣，但也成功為基曼爭取足夠的時間讓特攻成功。最後名字被編入「大和號」戰死名單之一。
永倉志織（ながくら しおり，聲：雨谷和砂）
第十一號行星空間騎兵隊第7連隊副隊長。2173年5月23日生，29歳。新版人物，說話口氣雖然很有男子氣，但也有天真純情一面的資深女隊員。在第十一號行星被加特蘭提斯侵略後被隊長命令搭乘火箭前去找救兵，但脫出過程中火箭受損而失事在宇宙中，所幸被正前往特蕾莎的「大和號」意外發現並獲救。
在修特拉巴澤星交接難民時因被加米拉斯叛軍攻擊導致無法與其他難民們登上前往地球的聯絡艦被迫回到「大和號」。之後也收到來自特蕾莎星傳來的第二波訊息，決定與隊長加入行列前往特蕾莎。
在特蕾莎星登陸作戰中被任命為副隊長，過程中盡可能讓隊友安全不會犧牲。
與加特蘭提斯的最終決戰前一度被齊藤懷疑是加特蘭提斯的復活體間諜，但在「新‧戴斯拉號」交戰途中齊藤發現間諜是自己後崩潰將自己流放宇宙後追去，向其告白並說服他回歸。
倉田勝（くらた まさる，聲：吉開清人）
第十一號行星空間騎兵隊第7連隊隊員。29歳。新版人物。喜歡賭博但勝率不高，進攻時有喊「前進!前進!前進!」的口頭禪。在第十一號行星被加特蘭提斯侵略後仍努力守住礦坑內的難民，最後在「大和號」救援下成功與難民們登艦逃離。
在修特拉巴澤星交接難民時因被加米拉斯叛軍攻擊導致無法與其他難民們登上前往地球的聯絡艦被迫回到「大和號」。之後也收到來自特蕾莎星傳來的第二波訊息，決定與隊長加入行列前往特蕾莎。
天城敏郎（あまぎ としお，聲：齊藤次郎）
第十一號行星空間騎兵隊第7連隊隊員。28歳。新版人物。塊頭很大但實際上是個喜歡小花的溫柔男人。不常開口說話。在第十一號行星被加特蘭提斯侵略後仍努力守住礦坑內的難民，最後在「大和號」救援下成功與難民們登艦逃離。
在修特拉巴澤星交接難民時因被加米拉斯叛軍攻擊導致無法與其他難民們登上前往地球的聯絡艦被迫回到「大和號」。之後也收到來自特蕾莎星傳來的第二波訊息，決定與隊長加入行列前往特蕾莎。
佐渡酒造（さど さけぞう，聲：千葉繁）
前「大和號」衛生長/醫官，階級相當二佐。2144年10月1日生，58歳。無所不能的優秀名醫，特愛喝「美伊」純米清酒，在伊斯坎達爾任務完成回歸地球後三年在地面上一間傳統和式房屋定居。
在收到來自特蕾莎星傳來的訊息後決議加入古代的行列叛變政府登艦向特蕾莎啟航。受到森雪拜託幫助她瞞著古代以護理師身份暗中登上「大和號」，在古代發現後對想替小倆口當和事佬但還是徒勞。
最早向土方司令拜託替古代接下「大和號」新艦長職務以減輕他重擔。
在加藤給予桂木透子提供的解藥後替他證實其確實能治療遊星爆彈症候群，但以地球當前技術難以逆工程分析配方，因此無法短時間自行量產。由於翼病情急速惡化，這使加藤更加絕望而被迫在「惡魔選擇」中接受佐達要求背叛「大和號」以速求配方內容。
在「大和號」脫出崩潰的澤姆利亞星並修復完畢後加入與加特蘭提斯的最終決戰。在搶救大量傷患中險被船體損毀波及，所幸分析者及時推開才倖免。最後離艦時帶著分析者的頭部一同登上救援艦。
AU09分析者（Analyzer，聲：長島雄一）
「大和號」的自主輔助電腦機器人，討厭被別人用型號稱呼，喜歡被叫「分析者」這名字。在伊斯坎達爾任務期間因與加米拉斯的生化士兵親密接觸，產生了有像感情般的反應。
在「大和號」墜毀澤姆利亞星時與基曼一行人發現澤姆利亞星人遺跡，在遺跡內部被澤姆利亞星人遺留的記憶裝置駭入，並向古代一行人道出澤姆利亞與加特蘭提斯的因緣歷史。
在「大和號」與加特蘭提斯的最終決戰中為救險被船體損毀波及的佐渡醫師而損壞，在當機前對依依不捨的佐渡醫師道謝。
西条未來（さいじょう みき，聲：森谷里美）
前「大和號」船務科／雷達士，新版人物。2178年1月23日生，24歳。森雪的職務代理人，即便在激烈的戰鬥中也能精準分析戰況的才女。
在收到來自特蕾莎星傳來的訊息後決議加入古代的行列叛變政府登艦向特蕾莎啟航。
平田一（ひらた はじめ，聲：伊勢文秀）
前「大和號」主計科／主計長。27歳。負責管理艦上食物與諸多物資，非常討厭蟲子。
在收到來自特蕾莎星傳來的訊息後決議加入古代的行列叛變政府登艦向特蕾莎啟航。
北野哲也（きたの てつや，聲：木島隆一）
前「大和號」戰術科／宙雷士。27歳。性格謙虛，深受古代和南部信任。本來想加入航海科，希望有朝一日能握上「大和號」操作桿。
在收到來自特蕾莎星傳來的訊息後決議加入古代的行列叛變政府登艦向特蕾莎啟航。
篠原弘樹（しのはら ひろき，聲：平川大輔）
前「大和號」戰術科／航空隊副隊長，階級為三尉。2174年10月19日生，28歲。與加藤是老友且時常給與打氣，留著一頭長髮外表看似輕浮，但實際上很勇於承擔危險的重任。
在「大和號」叛變啟航後與當年在艦上倖存的航空隊成員們一同加入叛變行列而被地球聯合艦隊追擊，在基曼協助下成功脫身並前往「大和號」加入旅程。
在「大和號」因加藤背叛而遭彗星帝國引力吸入無法擺脫時與其他船員成功逃出至「心宿二號」上，之後被帶至波動實驗艦「銀河號」擔任航空隊員，但因「銀河號」部屬的多是無人機，因此期間沒有發揮空間。
在「大和號」脫出崩潰的澤姆利亞星並修復完畢後與其他船員一同回歸並加入與加特蘭提斯的最終決戰。
澤村翔（さわむら しょう，聲：近木裕哉）
前「大和號」戰術科／航空隊隊員，階級為三尉，新版人物。2179年3月4日生，23歲。性格開朗，在伊斯坎達爾任務期間曾是「大和號」最年輕的航空隊隊員。
在「大和號」叛變啟航後與當年在艦上倖存的航空隊成員們一同加入叛變行列而被地球聯合艦隊追擊，在基曼協助下成功脫身並前往「大和號」加入旅程。
在「大和號」因加藤背叛而遭彗星帝國引力吸入無法擺脫時與其他船員成功逃出至「心宿二號」上，之後在「心宿二號」暫時擔任航空隊員參與作戰。
在「大和號」脫出崩潰的澤姆利亞星並修復完畢後與其他船員一同回歸並加入與加特蘭提斯的最終決戰。
田熊猛（たくま たけし，聲：木島隆一）
前「大和號」戰術科／航空隊隊員，階級為三尉，新版人物。身高超過190公分為航空隊最高的成員。
在「大和號」叛變啟航後與當年在艦上倖存的航空隊成員們一同加入叛變行列而被地球聯合艦隊追擊，在基曼協助下成功脫身並前往「大和號」加入旅程。
在「大和號」因加藤背叛而遭彗星帝國引力吸入無法擺脫時與其他船員成功逃出至「心宿二號」上，之後在「心宿二號」暫時擔任航空隊員參與作戰。
在「大和號」脫出崩潰的澤姆利亞星並修復完畢後與其他船員一同回歸並加入與加特蘭提斯的最終決戰。
鶴見二郎（つるみ じろう，聲：河本啓佑）
月球基地航空隊隊員新人，階級為三尉。19歲。年輕隊員的中心人物，對加藤和玲等前輩都抱有強烈敬意，對玲敬稱「玲姊」。駕駛技術優秀。
在「大和號」叛變啟航後被擔憂與玲等人一同加入叛變行列而被地球聯合艦隊傳喚軟禁在艦上欲做人質脅迫，政府解除「大和號」叛變認定後與其他成員自願跟著前輩加入「大和號」並帶上原本掛在「仙女座號」的沖田前艦長壁掛像。
在特蕾莎星登陸作戰中擔任空間騎兵隊的運輸駕駛，利用加藤帶來的跳躍推進器讓機動甲冑能用Cosmo Tiger II短暫跳躍至敵軍後方攻擊。作戰雖然順利卻受到致命傷，雖然在玲的撫慰下努力撐住，最後還是傷勢過重去世。
跟舊作版本相比其戲份相對增多。
沖田十三（おきた じゅうぞう，聲：菅生隆之）
前「大和號」艦長，階級為宙將（提督）。2141年12月8日生，享年58歳。明智且果斷的指揮官，在伊斯坎達爾任務完成返航途中因遊星炸彈症候群惡化發作，未到地球前即病逝，死後其記憶取代古代守成為起動宇宙恢復系統的核心。地球回復原貌後三年被立像在「英雄之丘」上。
在古代收到來自特蕾莎星傳來的訊息時現身其意識中並要他搭上「大和號」。
曾答應伊斯坎達爾女王絲塔夏不會濫用波動武器，但重建後的地球聯邦政府卻無視其遺志開發並量產搭載波動砲的宇宙艦隊，這讓摯友土方和「大和號」倖存隊員們都感到愧疚，更成為古代每次使用波動砲前都有無比沉重感。
在政府解除「大和號」叛變認定後其在「仙女座號」上的壁掛像被新人航空隊員帶走送至「大和號」上，之後被掛在艦長席後方，成為這趟旅程「大和號」成員們的精神支柱。
土方龍（ひじかた りゅう，聲：石塚運昇（1~19話）、楠見尚己（21~26話））
前宇宙防衛總隊司令，階級為宙將（提督）。2142年5月5日生，60歳。沖田前艦長摯友，為了堅守其遺志強力反對地球聯邦政府的擴軍計畫而被貶職到第十一號行星擔任防衛師團長，離開地球前要「大和號」的船員們認清現實的冷酷不要像他般堅持理想卻被擊敗。
調職到第十一號行星後仍受當地部隊敬愛，被齊藤等人稱呼「老爹」。曾被羅伯特教授請求協助探索水瓶座遺跡但拒絕。
在第十一號行星被加特蘭提斯侵略時曾向敵方投降換取停火但無果（加特蘭提斯僅有殲滅的概念），之後司令部被攻擊負傷困在廢墟中，最後在「大和號」救援下成功與難民們登艦逃離。
被佐渡醫師請求替古代接下「大和號」新艦長職務以減輕他重擔，雖然一開始還是拒絕，但在修特拉巴澤星被加米拉斯叛軍攻擊時果斷替不在艦上的古代指揮並想出用波動砲攻擊重力場中心救出被引力吸入的古代和雪與三艘加米拉斯聯絡艦。
在特蕾莎星登陸作戰前正式答應古代接下「大和號」新艦長職務。
在「大和號」因加藤背叛而失去動力後果斷發出棄艦指令，由於要指揮棄艦程序自己留在艦橋沒有離席，最後與眾人墜入澤姆利亞星。
在「大和號」與加特蘭提斯的最終決戰中被敵方大量導彈擊中艦橋，導致艦長室爆炸，而令到天花板損壞砸中受到致命傷，將艦長職位交付給古代後去世。最後名字被編入「大和號」戰死名單之一。

#### 地球聯邦航宙艦隊
谷鋼三（たに こうぞう，聲：池田勝）
仙女座級二號艦「畢宿五號」艦長，階級為一等宙佐，新版人物。56歳。合理主義者，是研究艦隊自動化和波動砲搭載運用的提倡人物。
安田俊太郎（やすだ しゅんたろう，聲：佐佐木功）
仙女座級三號艦「阿波羅諾姆號」艦長，階級為一等宙佐，新版人物。52歳。山南在宇宙防衛大學時期的同學，也是第二次內行星帶戰爭中同生共死的戰友。
在土星防衛戰期間為幫助山南的「仙女座號」能擺脫「毀滅方舟」的引力用「阿波羅諾姆號」頂住助推至安全宙域，自己的船則因受損嚴重被拖入並解體。
山南修（やまなみ おさむ，聲：江原正士）
地球聯邦航宙艦隊總旗艦－仙女座級一號艦「仙女座號」艦長，階級為一等宙佐。2150年4月4日生，52歳。表面上是樂觀主義者，實際上是很冷靜看待地球的未來。
在地球與加米拉斯聯合對戰加特蘭提斯時首次指揮「仙女座號」出擊並成功用擴散波動砲消滅多數敵軍。
在「大和號」叛變啟航後被指派於小行星帶攔截「大和號」，最後沒有阻止成功，隨後政府解除「大和號」叛變認定而放棄追擊。
在土星防衛戰期間指揮靠時間斷層建造的龐大艦隊成功壓制入侵太陽系的加特蘭提斯，但在艦隊集體用波動砲直攻彗星帝國使「毀滅方舟」真面目露出後戰況被逆轉，「毀滅方舟」強大的引力讓艦隊不得不撤退，「仙女座號」也被加特蘭提斯的飛彈擊中大破，所幸安田捨身用「阿波羅諾姆號」助推至安全宙域才倖免。在「大和號」被加藤背叛而被「毀滅方舟」吸入後誓言一定會回來救他們，隨後跳躍回地球要求進時間斷層工廠盡速修復「仙女座號」。
「仙女座號」被修復並改裝成全自動化無人戰艦「仙女座號改」後隻身與無人化艦隊前往已被推移至火星的防線，在進攻「毀滅方舟」途中發現「大和號」正嘗試擺脫崩潰的澤姆利亞星，決定冒險用波動砲攻擊「毀滅方舟」核心幫助其成功。之後在「銀河號」的CRS系統協助下成功讓核心受損並用火箭錨牽引「大和號」脫離重力圈，但此時「仙女座號改」已經受損太嚴重，最後艦身解體墜毀於火星，所幸因艦橋破頂加上加藤及時駕機援救才成功脫出倖存。
在「大和號」修復完畢後被送上「銀河號」準備回地球療傷，離開前向土方坦承自己過去的想法是錯了，過分相信波動武器的力量結果一樣落到這地步。
在真田提出犧牲時間斷層以救出困在高維宇宙的古代和雪計畫時表態支持，認為現在時間斷層生產的艦隊已遠超越地球需要且能負擔的規模，這樣政策繼續實行下去不會有好結果。
尾崎徹太郎（おざき てつたろう，聲：上城龍也）
土卫二守備艦隊司令，階級為一等宙佐。52歳。與山南和安田皆為宇宙防衛大學時期的同學，三人是無話不談的死黨。
在加特蘭提斯入侵太陽系期間最早與敵方展開土星防衛戰，但沒有搭載太多擴散波動砲的防衛艦隊難以堅守使戰況嚴峻，所幸山南帶來靠時間斷層建造的龐大擴散波動砲搭載主力艦隊才使局勢逆轉。
在佐達與「毀滅方舟」破壞月球後，搭乘金剛改型宇宙戰艦「和田號」與數艘救援艦載走從「大和號」離艦的船員。

#### 波動實驗艦「銀河號」
藤堂早紀（とうどう さき，聲：高垣彩陽）
波動實驗艦「銀河號」艦長，階級為三等宙佐，新版人物，取代舊版藤堂晶子部分戲份。2175年11月14日生，27歳。藤堂平九郎與藤堂千晶的女兒，由於其母親在地球與加米拉斯戰爭期間受不了生活巨變帶來的困苦自殺，嚴重影響她的性格，認為冷酷堅強才能生存，溫柔軟弱只會帶來失敗。
在「仙女座號」大破並險遭加特蘭提斯飛彈攻擊時搭乘「銀河號」帶著地球與加米拉斯聯軍艦隊出擊並用龐大的波動護盾擋下，之後接收從「大和號」棄艦逃至「心宿二號」的部分船員，讓他們協助「銀河號」AI能獲得更多有用的作戰數據。
在發現「大和號」倖存時內心經過一番掙扎決定毀掉AI放棄延續地球人基因的「G計畫」，接受真田用CRS系統替「仙女座號改」的波動砲增幅以破壞「毀滅方舟」核心的提案而跳躍回火星前線援救「大和號」，並派黑鳥機隊救出與「仙女座號改」墜毀的山南艦長。之後同意用「銀河號」上所有可用的零件來修復「大和號」，並與父親通話時表明自己終於稍微理解了母親，正是因為內心軟弱才像是個人類，而這也是讓人類進步的動力。
加特蘭提斯戰爭結束後半年與船員們「銀河號」進行月球修復作業。在與政府高層說明救出古代和雪計畫時表示同意用「銀河號」的CRS系統讓時間斷層引發維度崩壞。在「大和號」回到現實的低維宇宙時用「銀河號」載高層官員們迎接。
神崎惠（かんざき めぐみ，聲：林原惠）
波動實驗艦「銀河號」副艦長，階級為一等宙尉，新版人物。36歳。對藤堂艦長有十足的信任，在她毀掉AI放棄「G計畫」後果斷重啟系統讓「銀河號」迅速趕往火星協助救援「大和號」。
市瀨美奈（いちのせ みな，聲：黑澤朋世）
波動實驗艦「銀河號」航海長。階級為三等宙尉，新版人物。20歳。缺乏實戰經驗，對於自身操舵技術在島指導下仍難以達到其水平感到不滿，是個甘願將手腳機械化也想提升能力的賽博格主義者。
日下部麗（くさかべ うらら，聲：小宮有紗）
波動實驗艦「銀河號」戰術長，階級為三等宙尉，新版人物。21歳。對AI的指示都能有效當機立斷。把自己作為軍人、科學家和女人最大效益化的利用。
新見薰（にいみ かおる，聲：久川綾）
前「大和號」技術科／情報長，新版人物。2171年11月3日生，31歳。
在研究加特蘭提斯俘虜士兵時因其自爆被波及而重傷，故沒有加入「大和號」叛變行列。之後參與波動實驗艦「銀河號」建造計畫。
在加特蘭提斯入侵太陽系期間以「銀河號」船員登場。
山崎獎（やまざき すすむ，聲：土田大）
前「大和號」輪機科／應急長，階級為二尉。2153年9月9日生，49歳。德川最得意的助手。
在收到來自特蕾莎星傳來的訊息後決議加入古代的行列叛變政府登艦向特蕾莎啟航，卻因過程中為控制船塢卻被政府部隊阻擾而來不及登艦，成為被特蕾莎招喚卻沒啟航的成員之一。之後參與波動實驗艦「銀河號」建造計畫。
在加特蘭提斯入侵太陽系期間以「銀河號」船員登場。
在「大和號」準備加入與加特蘭提斯的最終決戰前曾詢問德川可否來「銀河號」被以還需要培育的新人為由拒絕。
桐生美影（きりゅう みかげ，聲：中村繪里子）
前「大和號」技術科，新版人物。2180年4月18日生，22歳。
在收到來自特蕾莎星傳來的訊息後決議加入古代的行列叛變政府登艦向特蕾莎啟航，卻因過程中為救政府部隊阻擾的透而來不及登艦，成為被特蕾莎招喚卻沒啟航的成員之一。之後參與波動實驗艦「銀河號」建造計畫。
在加特蘭提斯入侵太陽系期間以「銀河號」船員登場。
星名透（ほしな とおる，聲：高城元氣）
前「大和號」保安部員，新版人物。2180年9月23日生，22歳。
在收到來自特蕾莎星傳來的訊息後決議加入古代的行列叛變政府登艦向特蕾莎啟航，卻因過程中為控制船塢卻被政府部隊阻擾而來不及登艦，成為被特蕾莎招喚卻沒啟航的成員之一。之後與岬百合亞結婚，並參與波動實驗艦「銀河號」建造計畫。
在加特蘭提斯入侵太陽系期間以「銀河號」船員登場。
星名百合亞（ほしな ゆりあ，聲：内田彩）
前「大和號」船務科／候補生，新版人物。2181年1月10日生，21歳。本名岬百合亞（岬 百合亜）。
在收到來自特蕾莎星傳來的訊息後決議加入古代的行列叛變政府登艦向特蕾莎啟航，卻因過程中為救政府部隊阻擾的透而來不及登艦，成為被特蕾莎招喚卻沒啟航的成員之一。之後與星名透結婚改冠夫姓，並參與波動實驗艦「銀河號」建造計畫。
在加特蘭提斯入侵太陽系期間以「銀河號」船員登場。
指揮AI（聲：長）
波動實驗艦「銀河號」的指揮AI機器人，編號AU13。「分析者」後繼機型，外觀相似但機身為黑色。
其數據會不斷進化更新並在時間斷層工廠中增值量產。在仙女座級後繼的自動無人化戰艦中也有搭載同型機。
提供的戰術雖然合理但也冷酷無情。在加特蘭提斯攻破土星防線進攻到火星後判定地球與加米拉斯聯軍損失過50%時主導「銀河號」執行「G計畫」確保地球人類基因得以延續。後來由於堅持反對真田提出用CRS系統拯救「大和號」的計畫被藤堂艦長開槍破壞。
在「銀河號」進行月球修復作業時被另一具白色機體取代。

#### 其他
古橋弦（ふるはし げん，聲：髙階俊嗣）
第十一號行星空間騎兵隊第7連隊隊員。32歲。新版人物。齊藤原本直屬部隊的副隊長，有優秀的判斷力。在第十一號行星被加特蘭提斯侵略後為讓難民逃往礦坑死守入口，最後加特蘭提斯士兵自爆陣亡。
雖然沒有登艦過，但最後名字也是被編入「大和號」戰死名單之一。
加藤真琴（かとう まこと，聲：佐藤利奈）
前大和號衛生科／衛生士，新版人物。2177年6月30日生，25歳。本名原田真琴（はらだ まこと），在伊斯坎達爾任務完成在艦上與加藤三郎結婚並改冠夫姓，之後生下兒子加藤翼。但翼卻患有遊星爆彈症候群得在月球收容所休養，因此辭去軍職與丈夫移居月球。
在加藤三郎收到來自特蕾莎星傳來的訊息且「大和號」叛變後向他給予安慰和鼓勵，使丈夫下定決心追上「大和號」加入古代的行列，自己則繼續留在月球專心照顧兒子。
在加特蘭提斯入侵太陽系期間帶著翼搭上救援船前往地球避難。
最後得知丈夫殉職後仍堅強地帶著翼與眾船員在慰靈碑哀弔。
加藤翼（かとう つばさ，聲：高森奈津美）
加藤三郎與加藤真琴的兒子，新版人物。3歳。患有遊星爆彈症候群，1歲多時發病而被迫只能在月球的收容所生活。受父親影響很喜歡飛機與「大和號」。
在父親離開加入「大和號」行列後病情漸漸惡化，被醫師判定活下去的時間已所剩不多，卻在因父親背叛「大和號」向加特蘭提斯換取遊星爆彈症候群解藥後病情得以好轉。
在加特蘭提斯入侵太陽系期間與母親搭上救援船前往地球避難。
最後和母親與眾船員在慰靈碑為殉職的父親哀弔。
羅伯特·雷德勞斯（聲：土師孝也）
對「古代水瓶座文明」著迷的大學教授，曾在第十一號行星向土方提出調查申請但卻被拒絕。在第十一號行星被加特蘭提斯侵略後與助手桂木透子一同搭乘「大和號」離開。
實際上是加特蘭提斯的復活體間諜，在修特拉巴澤星利用交接難民的間隙偷開走一架百式偵察機前往遺跡調查。在被古代找到後意識被佐達完全控制，並在和古代對話完後自爆。
桂木透子（かつらぎ とうこ，聲：甲斐田裕子）
羅伯特教授助手，黑髮美人，在第十一號行星被加特蘭提斯侵略後與難民們搭乘「大和號」離開。
真實身分是佐達派至地球的完全體複製人間諜，其本體是澤姆利亞人的白銀巫女－西法爾·薩貝菈，與其他加特蘭提斯複製人士兵不同不會自爆，身體完成度幾乎等於自然人類。在修特拉巴澤星時煽動羅伯特教授強行去調查遺跡，之後由於沒登上加米拉斯聯絡艦加上有醫師執照能支援佐渡醫師而成功混入「大和號」前往特蕾莎的行列。
最早發現基曼使用「反波動格子」的人，並企圖以此要脅聯手，但被基曼用反間計成功識破其間諜身份，對峙中挾持玲做肉盾成功脫逃，並放倒追擊來的齊藤與永倉，後來由於彗星帝國跳躍到「大和號」前，透子與佐達身邊的另一具薩貝菈複製人產生共鳴並喚醒部分薩貝菈記憶。在「大和號」損毀時險被船體砸傷但被基曼用身體擋住獲救，之後與佐達的聯繫被暫時切斷，被拘禁在單人牢房中。
在「大和號」返回地球前再度與佐達取得聯繫，並用治療遊星爆彈症候群的解藥煽動加藤背叛「大和號」。在「大和號」因失去動力被迫棄艦時被雪試圖帶走但拒絕，後來玲趕來協助卻造成雪為救玲被船體砸傷。
在「大和號」墜落於澤姆利亞星後加速想起薩貝菈的記憶，並向被澤姆利亞記憶裝置駭入的分析者要求提供銷毀加特蘭提斯人的保險措施。
在「大和號」與「新‧戴斯拉號」交戰中因米爾的死去決定加入最終決戰行列，坐入過去尤莉夏使用過的自動導航裝置為「大和號」在「毀滅方舟」中導航開路並控制部分加特蘭提斯艦艇做護衛。佐達發現後用超大量機械人偶瘋狂攻擊「大和號」的導航裝置殺掉她。

### 加米拉斯
羅倫·巴列爾（聲：寺杣昌紀）
駐任地球的加米拉斯帝國文官，職位為加米拉斯大使，基曼的上司。擁有過人的外交手段，多次成功說服地球聯邦政府大總統讓「大和號」得到支援。
實際上是加米拉斯和平民主派領導人物，派遣基曼讓「大和號」順利前往特蕾莎是為引出獨裁派殘黨主謀。
在加特蘭帝斯入侵太陽系期間，領導加米拉斯駐地球艦隊參與防衛戰。
在「大和號」用反轉波動砲成功癱瘓「毀滅方舟」並準備攻入時派出所有潛藏的加米拉斯艦隊提供掩護，並調度4艘次元潛艦幫助「大和號」得以使用次元裂縫安全潛入敵方內部。
在地球聯邦政府猶豫是否該犧牲時間斷層，以援救困在高維宇宙的古代和森雪時，再次說服大總統舉辦公投決定。
克勞斯·基曼（聲：神谷浩史）
駐任地球的加米拉斯帝國武官，階級中尉。性格冷靜且有點毒舌。
協助巴列爾大使告訴古代特蕾莎的傳說和地球與加米拉斯背地利用時間斷層擴軍的秘密，並在「大和號」叛變啟航後協助玲等人擺脫追擊部隊，隨後一同登上「大和號」加入旅程。
在修特拉巴澤星與交接難民的加米拉斯聯絡艦艦長密會，並拿到可以控制波動引擎運作的「反波動格子」，將其秘密釋放到「大和號」波動引擎。
真實身份是前總統亞伯特‧戴斯拉的姪子蘭哈爾特‧戴斯拉（ランハルト·デスラー），也是加米拉斯統一戰爭的民族英雄－馬提烏斯‧戴斯拉之子，在其叔父成為獨裁者並被母親抗議後，與母親一同遭流放。在特蕾莎與叔父重逢後背叛「大和號」對古代開槍使一行人被拘禁在「新‧迪烏斯拉號」上，並使用「反波動格子」讓「大和號」失去動力無法攻擊或逃亡。
實際上是加米拉斯情報局成員，是巴列爾等民主派人士的同志，協助「大和號」前往特蕾莎便是為藉此引出獨裁派的殘黨，背叛「大和號」只是既定的劇本。但卻意料之外與叔父重逢使他感到迷惑，在特蕾莎女神指引下決定順從本意將「大和號」與古代等人釋放，但在逃亡中卻被米爾開槍攻擊重傷導致墜機在海上，所幸被及時趕到的山本玲救起。
雖然眾人已知背叛只是演戲，基曼還是對自己曾一度真想背叛的想法感到罪惡感，因此返航期間要求將自己關在單人牢房，卻因此提前發現桂木透子意圖煽動加藤進行「惡魔選擇」的事情。在「大和號」因失去動力被迫棄艦時為找加藤而沒及時離艦，與古代等人一同墜入澤姆利亞星上，在與齊藤等人探索時意外發現澤姆利亞的遺跡。
在「大和號」脫出崩潰的澤姆利亞星並修復完畢後，與其他船員一同加入與加特蘭提斯的最終決戰。在亞伯特想用戴斯拉砲狙擊時發現而使「大和號」及時跳躍迴避。在攻入「新‧迪烏斯拉號」後與艦橋再度與叔父重逢，卻在對峙時被米爾干擾要求玩「惡魔選擇」，以殺掉亞伯特換取加特蘭提斯暫停侵略地球和加米拉斯的行動，但被古代及時阻止。叔姪兩人互相理解後回到「大和號」繼續作戰。
為了摧毀失控的「毀滅方舟」核心，駕駛座機載波動挖掘彈對核心展開特攻，即便古代等人試圖挽瀾仍堅決前往，最後在齊藤捨命火力掩護下成功抵達核心引爆，臨終前坦承自己對玲的好感。最後名字與其他犧牲者們一同被刻在地球的慰靈碑上。
亞伯特．戴斯拉（聲：山寺宏一）
前大加米拉斯帝國永世獨裁總統。
雷德夫．希斯（聲：秋元羊介）
前大加米拉斯帝國副總統，現轉任內政部長。
渥夫．弗拉肯（聲：中田讓治）
次元潛艦UX-01艦長。
藪助治（ヤーブ・スケルジ，聲：長島雄一）
前大和號輪機科／輪機士，現為次元潛艦UX-01輪機士。

### 加特蘭帝斯
佐達（聲：手塚秀彰）
彗星帝國加特蘭帝斯領導人，自稱知曉「愛」的人，喜歡利用人的「愛」進行「惡魔選擇」玩弄。使用水瓶座文明遺跡「毀滅方舟」建立無限量的軍隊，以摧毀所有類人種族文明為目標四處破壞，並企圖封印高等文明特蕾莎行星以獲取更強大的破壞力。
實際上不是自然產生的種族，其為澤姆利亞人製造的人造士兵，佐達是第一個富有感情與智慧和生育能力的高等個體。由於其情感被澤姆利亞人玩弄並使妻子薩貝菈與兒子米爾死去，憤而消滅了所有澤姆利亞人，並認為「愛」是種毒藥，只有沒受感情左右的加特蘭提斯人才能不受影響，因而才展開對全宇宙燒殺掠奪的破壞之旅。
在古代等人成功攻入神殿後，佐達險被自己的機械人偶誤擊，卻被部下蓋連捨身救下，悲憤的佐達才承認自己也是個被感情左右的人類，因此啟動銷毀人工生命的裝置「哥雷姆」意圖同歸於盡，但「哥雷姆」卻因判定佐達是人類而沒有銷毀他，無法解脫的佐達瘋狂決定與「毀滅方舟」融合並計畫要一擊消滅整個地球，最後被古代和雪用大破的「大和號」特攻其核心，在特蕾莎女神協助下被「大和號」成功消滅。

## 地球

### 宇宙戰艦大和號
編號BBY-01
第一次改装型:
全長333公尺。返回地球後，被作為紀念艦放在海底船塢，直到「波動砲艦隊計畫」才重新服役，將波動炮重新裝回、部分居住區轉為艦內工廠、強化裝甲以及增設防空炮。
最終決戰型:從澤姆利亞脫出後，緊急在火星維修基地修理+改裝，因時間緊急，所以直接從同型艦「銀河號」拆零件下來裝以及「大和號」本身的替換件，將砲塔裝甲加強、防空炮從40座增加到68座、換裝更大的雷達、增設94式爆雷投射機和彈射架各2座

### 無畏級先進武装宇宙戰艦
設計參考加米拉斯提供的蓋德羅級戰艦的構造。「波動砲艦隊計畫」中的量產型「戰艦」。正式名稱為「量產型武裝系統D1無畏級先進武装宇宙戰艦」。
各項性能指標與「大和號」相當，全長250公尺，艦艏裝備著波動炮(安裝了分流版)，多了擴散攻擊的能力，因為高度的自動化，所以成員數比「大和號」少。
標準成員數:150人

###### 動力:
主引擎:次元波動引擎一座
副引擎:開爾文脈衝引擎二座

###### 武裝:
次元波動爆縮放射機(通稱 波動炮)，安裝了分流版，可切換收束或擴散模式
305毫米壓縮型陽電子衝擊炮主炮塔三座，射速較「大和號」更快
艦載機:15架1式空間戰鬥攻擊機（COSMO TIGER II）或99式空間戰鬥攻擊機（COSMO FALCON）2艘內火艇

### 仙女座級先進武装宇宙戰艦
由「波動砲艦隊計畫」中的「無畏級主力艦」升級規格的一型戰艦，分為戰艦型和航母型

#### 戰艦型:
AAA-01 仙女座號(ANDROMEDA)
全長444公尺，為仙女座級一號艦，也是地球聯邦艦隊總旗艦，艦艏裝備著雙連裝波動炮，多了擴散攻擊的能力，因為高度的自動化，所以成員數比「大和號」少，也跟「大和號」一樣有配備火箭船錨

AAA-02 畢宿五(Aldebaran)、AAA-04 阿喀琉斯(ACHILLES)、AAA-21 壁宿二(Alpheratz)
為仙女座級二號艦、四號艦和21號艦，跟仙女座號基本一致，除了塗裝不同

標準成員數:200人

###### 動力:
主引擎:次元波動引擎一座
副引擎:開爾文脈衝引擎四座

###### 武裝:
雙連裝次元波動爆縮放射機(通稱 波動炮)，可切換收束或擴散模式
406毫米壓縮型陽電子衝擊炮主炮塔四座，具發射實彈能力(設定上)，威力比「大和號」的480毫米陽電子衝擊炮還大(設定上)，且射速更快，一秒三發。
船頭雙連裝重力子散布器4座，在波動炮散熱器後方，平時收納在艦體內，使用時會向外展開，前方的的波動炮散熱器會降下收入艦體內，射出的能量彈可形成一片重力場，可用巨大的重力攻擊目標，也可以用重力場抵擋攻擊，它的作用在於艦隊發射波動炮時在艦隊前方保護充能中的艦隊，並匯聚收束波動炮形成力巨大的「超大型波動炮」
艦橋正面的艦橋防護衝擊炮一座，利用衝擊波攔截實彈武器攻擊
單側速射魚雷發射口各兩座，共4座、單側穩定翼上下單側小型魚雷發射口各四座，共8座、前甲板兩側四聯裝對艦榴彈發射器各一、一號炮塔下方單側雙聯裝亞空間魚雷發射器兩座，共四座、艦底飛彈發射口十座、側面飛彈發射口8座，共16座、側面短魚雷發射口八座，共16座、雙連裝雷射防空炮及三聯裝雷射防空炮各兩座、艦橋後面一座三聯裝擴散式雷射防空炮、艦橋根部兩側各有6座近戰用側方向光束炮
艦載機:36架1式空間戰鬥攻擊機（COSMO TIGER II）或99式空間戰鬥攻擊機（COSMO FALCON） 2架百式空間偵察機 2架SC97運輸機 2艘內火艇

仙女座級的姿態調整噴口不像「大和號」全集中在艦艏艦尾，而是遍布艦身，艦底還裝有大出力噴口

##### ZZZ-0001 仙女座改
為AAA-01 仙女座號改裝而來，在土星海戰時，仙女座號遭受加特蘭蒂斯的反物質飛彈攻擊，造成波動炮口大破和波動引擎受損，返回時間斷層工廠修理。跟戰艦型仙女座級不同的點在於塗裝上改成類似大和號的上灰下紅，拆除側面所有飛彈發射口，全改成隱藏式脈衝光束炮，安裝了大量高機動噴口，移除所有的艦載機，完全由AI控制的無人艦，在船首加裝2門波動炮，並安裝了分流版(無畏級波動炮口裝的那個東西)

##### BBB 自律無人艦
跟仙女座級基本一致，移除所有的艦載機，完全由AI控制的無人艦，安裝了大量高機動噴口，可以做出媲美魚雷艇般的機動，塗裝為黑色配橘色條紋，側面和甲板上印有骷髏標誌，側面還印有舊約聖經詩篇23篇第四節的內容

#### 航母型:
AAA-03 阿波羅姆(APOLLO NORM)、AAA-05 心宿二(ANTARES)為仙女座級三、五號艦
全長484公尺。主架構與戰艦型一致，拆除艦身後方三號、四號主砲和三聯裝擴散式雷射防空炮以安裝大型飛行甲板，並與艦橋相連，拆除側面所有飛彈發射口和短魚雷發射口，進一步擴大機庫容量，為了濔補航母型缺失的火力，艦橋兩側加裝各9座大型魚雷發射管

艦載機:180架1式空間戰鬥攻擊機（COSMO TIGER II）或99式空間戰鬥攻擊機（COSMO FALCON) 2架百式空間偵察機 2架SC97運輸機，但因飛行甲板還有空間，所以實際上可以停放更多艦載機

標準成員數:800人

#### 特殊型號:
AAA-06 天照神(アマテラス)
是注重一擊脫離戰術的戰艦，主炮從四座增加到十座，船頭為一根強化了波動護盾的撞角，艦身兩側各一座波動能量儲存器，以應付全艦龐大的能量消耗。
出場於火星戰役，戰沉於地球附近。

AAA-07 實驗室水瓶座(LABORATORY AQUARIUS)
外觀上就是仙女座級的艦身加上「銀河號」的艦橋，在加特蘭蒂斯戰役之前，就已經前往銀河系中心執行長期探索任務，並未參與戰爭。

## 用語
波動砲艦隊計畫:
時間斷層:
游星炸彈症候群
古代水瓶座文明
反波動格子
哥雷姆

## 評價
IMDb 評分 7.0/10 ，評價兩極。

## 小說
福井晴敏（故事）、皆川ゆか（小說）、村川道夫（插畫）KADOKAWA發行。
以動畫版本為基礎改編，包含了動畫中省略的設定和插圖以及後日談的外傳小說的內容，此外，還對角色的行為進行了更深入的描述以及對世界觀的解釋。補足了動畫的內容。
1.「小説 宇宙戦艦ヤマト2202 愛の戦士たち I 《地球復興》」2017年10月13日發售、ISBN 978-4-04-106208-1。相當於動畫版第1話至第5話。
2.「小説 宇宙戦艦ヤマト2202 愛の戦士たち II 《殺戮帝国》」2017年12月26日發售、ISBN 978-4-04-106209-8。相當於動畫版第6話至第10話。
3.「小説 宇宙戦艦ヤマト2202 愛の戦士たち III 《総統帰還》」2018年5月25日發售、ISBN 978-4-04-106950-9。相當於動畫版第10話至第13話。
4.「小説 宇宙戦艦ヤマト2202 愛の戦士たち IV 《女神降臨》」2019年2月28日發售、ISBN 978-4-04-107592-0。

## 外部連結
- 官方網站 （页面存档备份，存于）（日語）
- 宇宙戦艦ヤマト2202 東京電視動畫官方網站 （页面存档备份，存于）（日語）